# Bladee

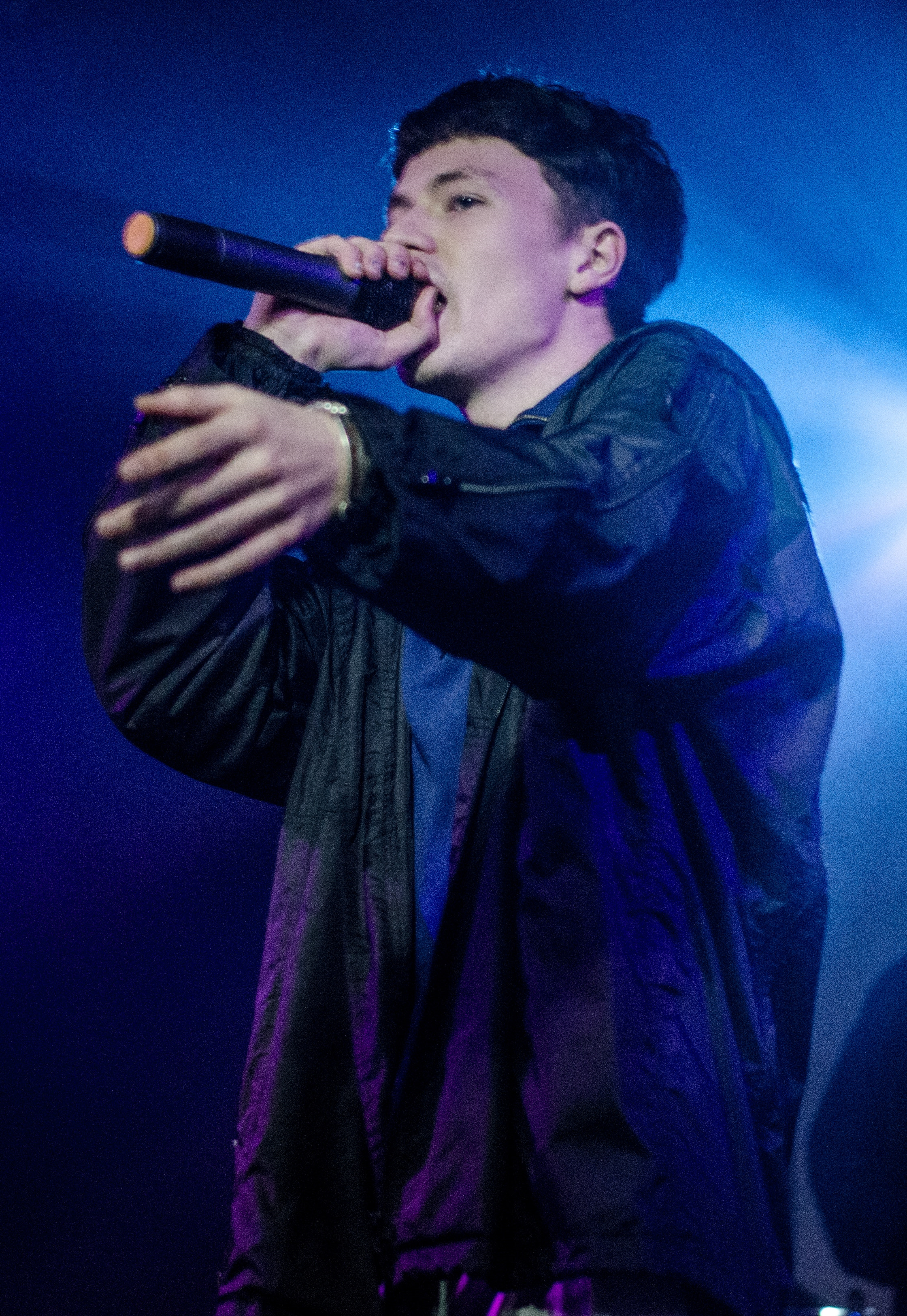
Bladee (2016)

Bladee (* 9. April 1994 in Stockholm, Schweden; bürgerlich Benjamin Reichwald) ist ein schwedischer Rapper, Sänger, Plattenproduzent, Designer und Mitglied des Künstlerkollektivs Drain Gang. Seine Musik zeichnet sich durch stark automatisch abgestimmte Vokale und experimentelle Qualitäten aus. Reichwald veröffentlichte sein Debütalbum Eversince im Jahr 2016 über das Stockholmer Plattenlabel Year0001. Zusätzlich zu seiner Musik kreiert Reichwald visuelle Kunst, die häufig als Cover-Art für seine Veröffentlichungen verwendet werden. Reichwald fungiert auch als Creative Director für Yung Leans Modelinie SadBoys Gear.

## Biographie
Benjamin Reichwald wuchs hauptsächlich in der Gegend von Skanstull (Södermalm) auf. Dort lernte er 2004 seinen Gravity-Boys-Kollegen Zak Arogundade, auch bekannt als Ecco2k, kennen. Die beiden waren Klassenkameraden und gründeten die Punkband Krossad (schwedisch für „zerquetscht“), als Reichwald 13 Jahre alt war, was zu Reichwalds Interesse an Musik führte. Nach der Schule begann Reichwald während der Arbeit in einer Kindertagesstätte mit dem Musizieren.

## Karriere

### Musik
2011 veröffentlichte Reichwald einige Songs unter dem Namen Ken Burns, 2012 begann er unter dem Namen Bladee zu veröffentlichen. Er freundete sich schließlich mit dem schwedischen Rapper Yung Lean an, der ein Freund von Reichwalds Bruder war. Reichwald schickte schließlich eine Nachricht an Sad-Boys-Mitglied Yung Sherman auf SoundCloud und bat um Zusammenarbeit, was zu einer Arbeitsbeziehung zwischen seinem eigenen Gravity Boys-Kollektiv und Yung Leans Sad Boys Entertainment führte. Reichwald und Yung Lean machten dann „Heal You // Bladerunner“ aus Leans „Unknown Death 2002-Mixtape“, was ihm die Aufmerksamkeit von Yung Leans Fangemeinde einbrachte.
Reichwald veröffentlichte 2014 sein Debüt-Mixtape „GLUEE“ auf dem Label Year0001 die als „Sommerhymne für eine Vorstadtgeneration beschrieben wurde, die beim Scrollen durch Twitter feststeckt“. Das Mixtape war auf SoundCloud erfolgreich und verzeichnete über 2 Millionen Plays. Dieses Mixtape, gepaart mit mehreren viralen Singles und Features auf Yung Leans Debüt-Mixtape Unknown Death 2002, war in der Lage, Bladee in den Underground-Hip-Hop-Ruhm zu katapultieren.
Reichwald veröffentlichte sein Debütalbum Eversince am 25. Mai 2016 Das Album erhielt gemischte Kritiken von Mainstream-Verkaufsstellen, wurde aber von Underground- und experimentellen Kritikern gut aufgenommen. 2017 tat sich Reichwald mit der Produktionsgruppe Working on Dying zusammen, um sein zweites Mixtape zu veröffentlichen, das nach der Gruppe benannt ist. Im nächsten Jahr erschien sein zweites Album Red Light.
Reichwalds drittes Mixtape, Icedancer, wurde am 28. Dezember 2018 veröffentlicht. Dieses Album wurde vom australischen Kollektiv RipSquad mit Produktion von Whitearmor und PJ Beats produziert. Im April 2020 veröffentlichte Reichwald EXETER, ein Album mit neun Songs, das er aufnahm, als er mit Gud auf Gotland war.
Im Juli 2020 veröffentlichte Reichwald sein drittes Album und sein zweites Projekt von 2020, 333 über Year0001. Das Album wurde hauptsächlich von Whitearmor produziert, wobei zusätzliche Produktionen von den engen Mitarbeitern Gud, Mechatok und Lusi (RipSquad-Mitglied) sowie Joakim Benon von der schwedischen Band JJ kamen. Bemerkenswert ist das Fehlen jeglicher Gesangsmerkmale, insbesondere vom langjährigen Mitglied der Drain Gang, Ecco2k, der zu den vorherigen drei Bladee-Alben beigetragen hat.
Im Dezember 2020 veröffentlichte Reichwald sein drittes und letztes Projekt des Jahres 2020, Good Luck via Year0001, das vollständig von Mechatok produziert wurde. Sowohl Reichwald als auch Mechatok spielten alle Tracks des Albums sowie ein zusätzliches Set von Mechatok in einer Livestream-Performance am 10. Dezember, demselben Tag, an dem das Album veröffentlicht wurde.
Im Mai 2021 veröffentlichte Reichwald sein viertes Studioalbum, The Fool via Year0001. Das Album wurde von der Mitarbeiterin Lusi als Executive Producer produziert.
Im Januar 2022 veröffentlichte Reichwald in Zusammenarbeit mit Ecco2k und Mechatok die Single Amygdala. Im selben Jahr wurde im März das Gemeinschaftsprojekt, Crest, mit Ecco2k über Year0001 veröffentlicht. Das Projekt wurde im Frühjahr 2020 aufgenommen.
Am 30. September 2022 veröffentlichte Reichwald Spiderr.
Am 24. April 2024 veröffentlichte Reichwald das Album Cold Visions.

### Kunst und Mode
Im Juli 2018 liefen Reichwald und Ecco2k auf Einladung von Matthew Williams auf der F/S 2019 Menswear Show von Alyx Studio in Paris.
Im Juli und August 2021 stellte Reichwald seine erste Solo-Sammlung von Gemälden Real Sprin9 in der Residence Gallery in London aus
Im September 2021 veröffentlichte Reichwald in Zusammenarbeit mit der amerikanisch-schwedischen Bekleidungsmarke Gant eine „Drain-Gang-Kollektion“.
Im August 2022 veröffentlicht Marc Jacobs in Zusammenarbeit mit Benjamin Reichwald eine Modekollektion für die Marke Heaven.

## Musikrichtung
Reichwald beschreibt seinen Stil als „Schmerz“, obwohl er sagte, er habe sich ab 2018 „zu einer Art automatisch abgestimmtem dunklen Engel entwickelt“. Reichwald experimentiert oft und bezieht verschiedene Genres mit ein. Er hat erklärt, dass er den Prozess therapeutisch findet. In einem Interview mit Reichwald beschrieb Jack Angell, ein Musikautor für The Fader, Reichwalds Sound als „eingefrorenen Futurismus“ und bemerkte, dass Reichwalds Musik „ein breites Spektrum an Emotionen“ hervorrufe.
Reichwald hat Chief Keef, Lil B, The Beach Boys, Basshunter und James Ferraro als Einflüsse auf seine Arbeit genannt.

## Diskografie

### Alben
- Eversince (2016)
- Red Light (2018)
- Exeter (2020)
- 333 (2020)
- Good Luck (2020, mit Mechatok)
- The Fool (2021)
- Crest (2022, mit Ecco2k)
- Spiderr (2022)
- Cold Visions (2024)

### Mixtapes
- Gluee (2014)
- Working on Dying (2017)
- Icedancer (2018)

### EPs
- Rip Bladee (2016)
- Surgery (2017)
- Sunset in Silver City (2018)
- Exile (2018)
- Vanilla Sky (2019)

### Kooperationsprojekte
- GTBSG Compilation (2013, mit Thaiboy Digital, Ecco2k, Yung Lean, Whitearmor, Yung Sherman)
- AvP (2016, mit Thaiboy Digital)
- D&G (2017, mit Ecco2k, Thaiboy Digital)
- Trash Island (2019, mit Ecco2k, Thaiboy Digital)
- Crest (2022, mit Ecco2k, Whitearmor)
- Psykos (2024, mit Yung Lean)

### Singles
- Into Dust (2014)
- Dragonfly (2014)
- Destroy Me (2017)
- Sesame Street (2018)
- I Chose to Be This Way (2018, mit 16yrold, Skys)
- Trash Star (2019)
- Undergone (2020, mit Ssaliva)
- Amygdala (2022, mit Ecco2k, Mechatok)
- Obsessed with Death (2023)